# Altstadtfriedhof (Mülheim an der Ruhr)

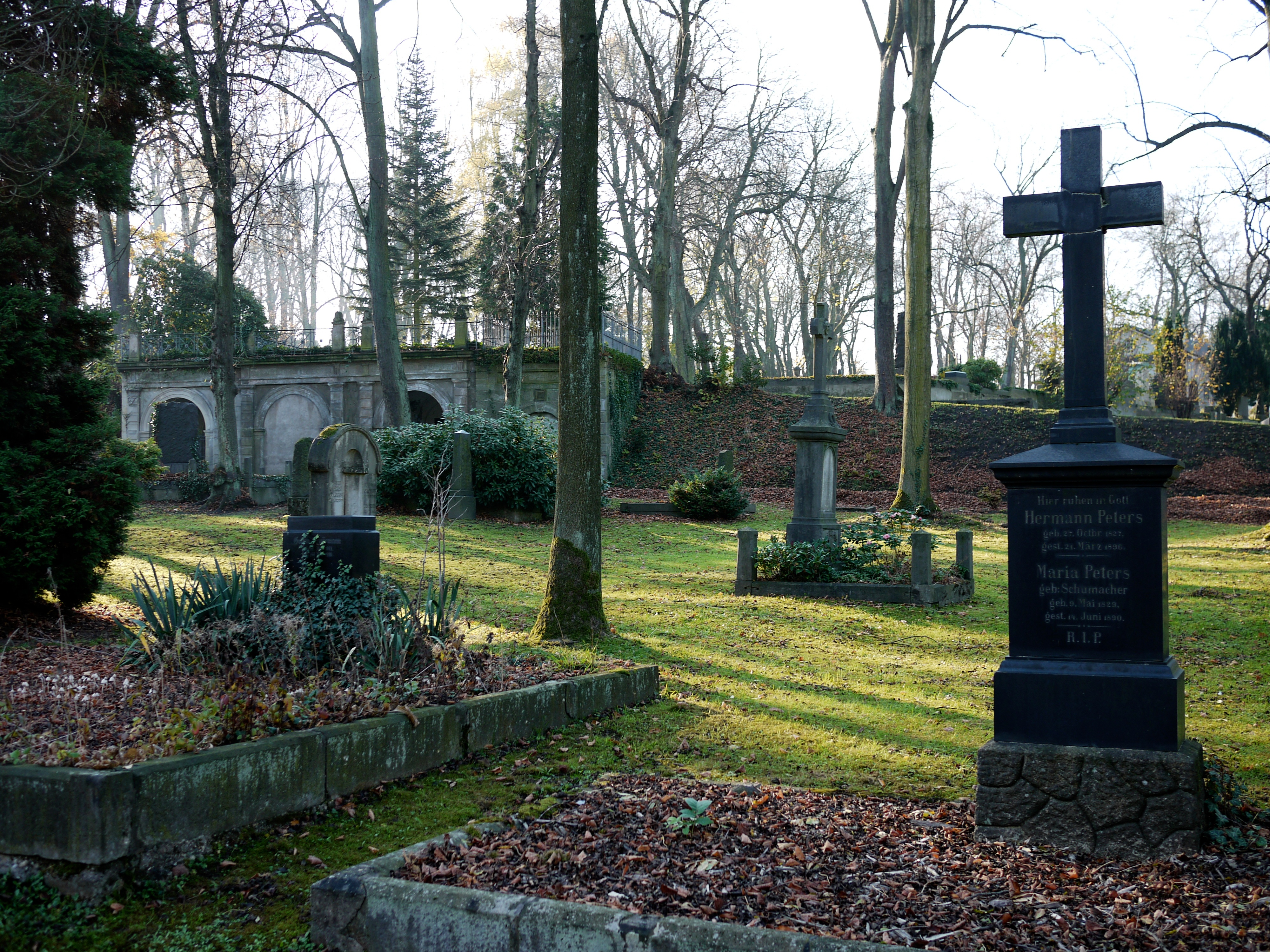
Altstadtfriedhof

Der Altstadtfriedhof, auch „alter Friedhof“ genannt, ist ein 1812 angelegter Friedhof in Mülheim an der Ruhr. Heute ist er eine parkähnliche Grünanlage im Mülheimer Stadtteil Altstadt I. Das gesamte Friedhofsgelände steht heute unter Denkmalschutz. Der Altstadtfriedhof mit seinen Grabmalen einfacher Bürger, städtischer und kirchlicher Oberen und Unternehmerfamilien ist ein wichtiges Zeugnis der Mülheimer Stadtgeschichte und ein Dokument historischer Begräbniskultur.

## Geschichte

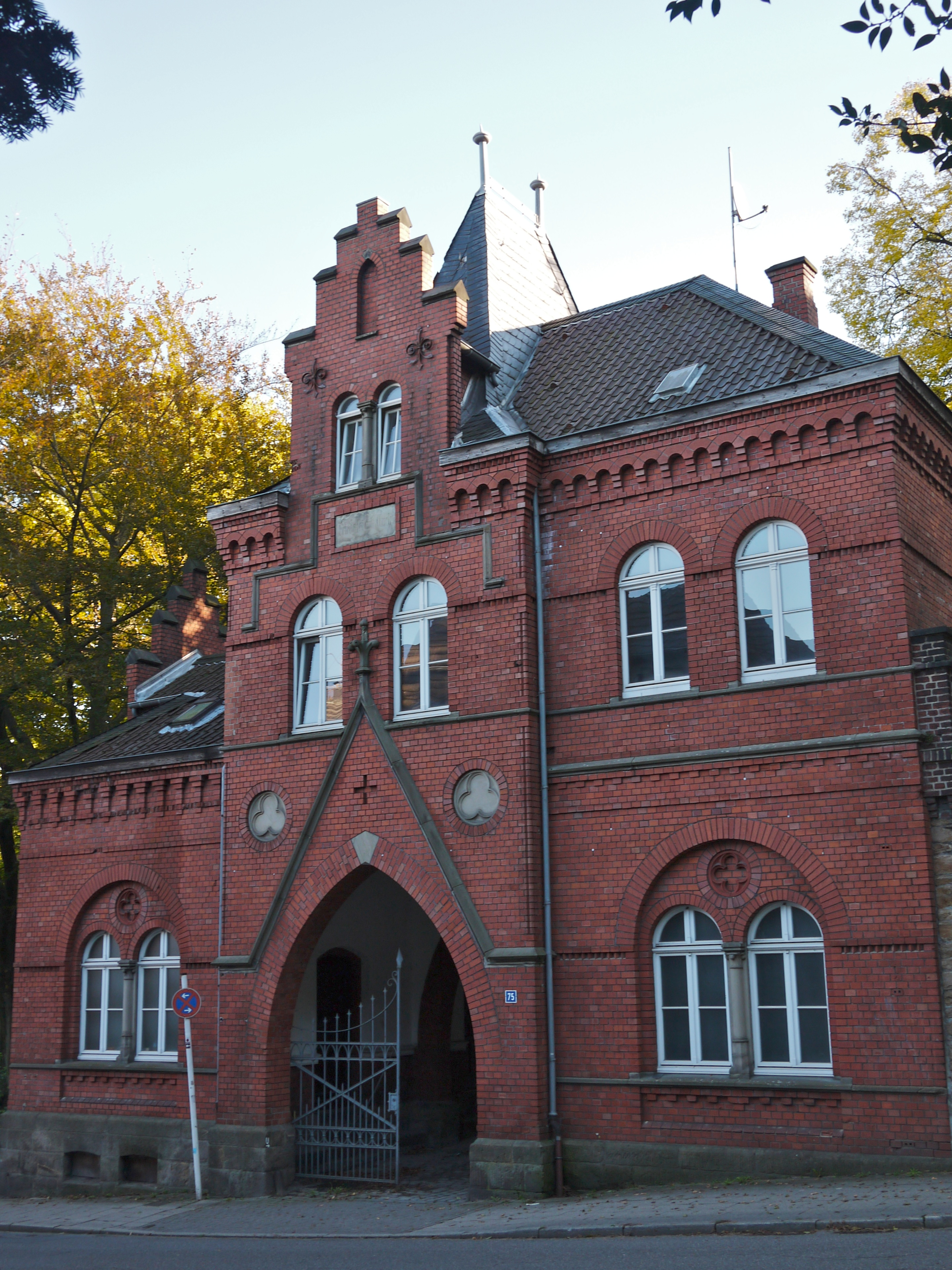
Torhaus an der Kettwiger Straße

Der Altstadtfriedhof wurde am 12. November 1812 geweiht. Zunächst umfasste der Friedhof nur einen schmalen Streifen Land beiderseits des Friedhofwegs, wurde jedoch zwischen 1835 und 1878 schrittweise durch Zukäufe von Gartenland erweitert. Bis zum Jahre 1835 wurde der Altstadtfriedhof von den beiden evangelischen Kirchengemeinden verwaltet, danach belegen die Unterschriften der Bürgermeister auf den Erbbegräbnisscheinen den Übergang der Verwaltung an die Stadt. 1889 wurde das Torhaus an der Kettwiger Straße mit einer Friedhofwärterwohnung und einem Trauerraum errichtet. Zur Jahrhundertwende wurde der Friedhofweg als Verbindungsstraße zwischen Schulstraße und Oberstraße ausgebaut und der Friedhof längs der Straße durch Mauern eingefasst. Im Zug dieser Maßnahmen wurde der nördliche Teil für die Beisetzung in Reihengräbern geschlossen. Bis 1909 durften auf unbelegten Gräbern noch Erbbegräbnisse stattfinden. 1907 wurde die Trauerhalle errichtet und der Friedhof erreichte seine endgültige Größe. Mit der Eröffnung des Hauptfriedhofs am 15. April 1916 wurde auch der südliche Teil des alten Friedhofs für Bestattungen in Reihengräbern geschlossen. Beerdigungen in Wahlgräbern waren bis zur vollständigen Schließung im Jahre 1967 möglich.  Mit Sondergenehmigung fanden noch Erbbegräbnisse in den Jahren 1981 und 1991 statt.

## Der Altstadtfriedhof heute
Bereits nach dem Zweiten Weltkrieg wurde die Umfriedung des nördlichen Teils entfernt. Er ist heute als offene Grünfläche gestaltet und nur noch wenige Grabmonumente erinnern an die frühere Nutzung. Die nördliche Begrenzung bildet seit 1968 das von Gerhard Marcks gestaltete Ehrenmal für die Gefallenen beider Weltkriege.
Am 20. September 1984 wurde der Altstadtfriedhof unter Denkmalschutz gestellt. Seit 1988 sind im Südteil wieder Urnenbestattungen möglich. Insbesondere sind zum Erhalt des Friedhofs und seiner historischen Struktur Patenschaften für Grabstätten möglich. Der Pate verpflichtet sich zur gärtnerischen Pflege des Grabes sowie zum Erhalt und gegebenenfalls zur Restaurierung der denkmalwerten baulichen Anlagen und erwirbt hierdurch das Recht, auf der Grabstätte bis zu vier Urnen beizusetzen.

## Bedeutende Grabstätten

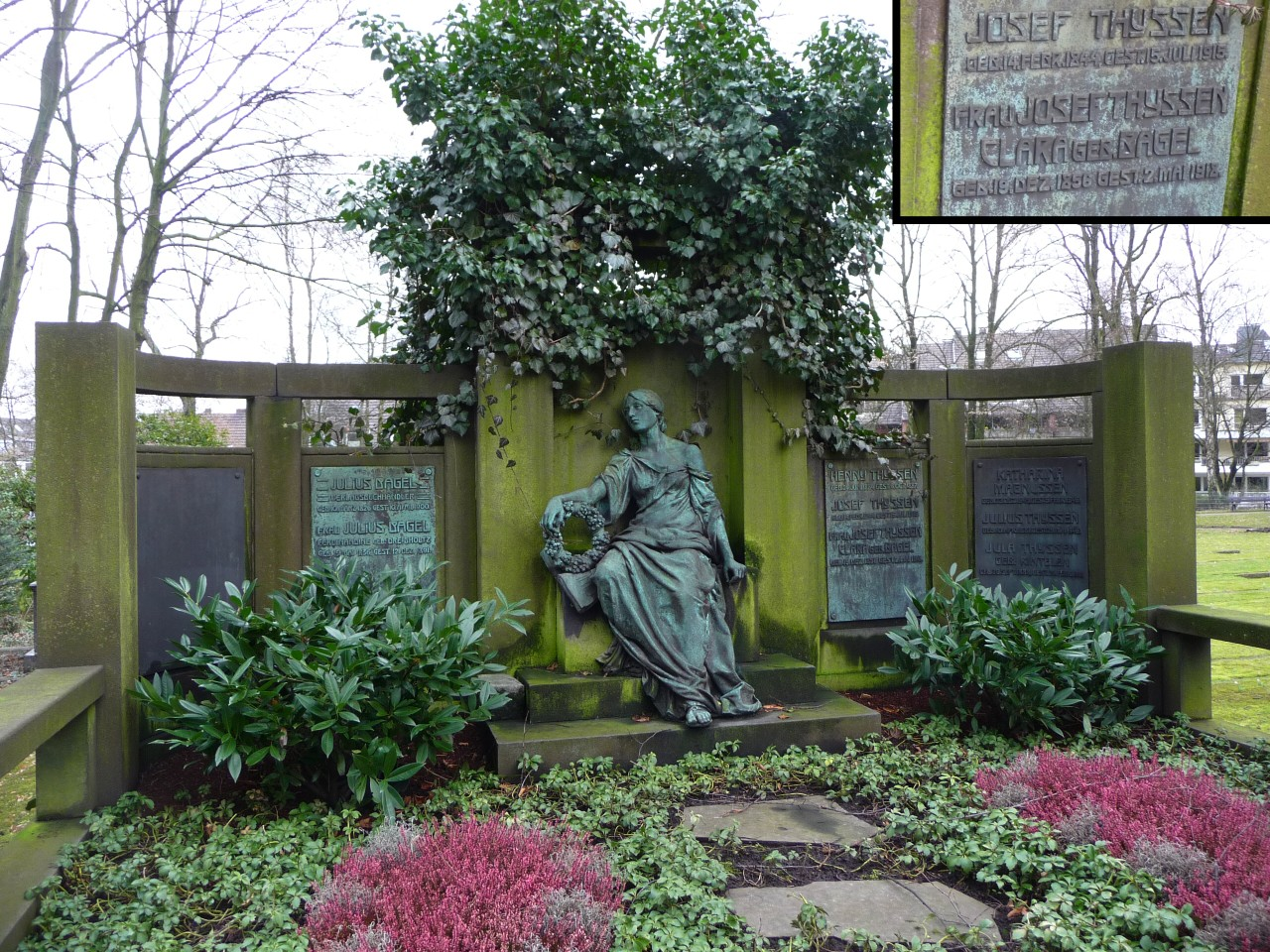
Familiengrab von Joseph Thyssen

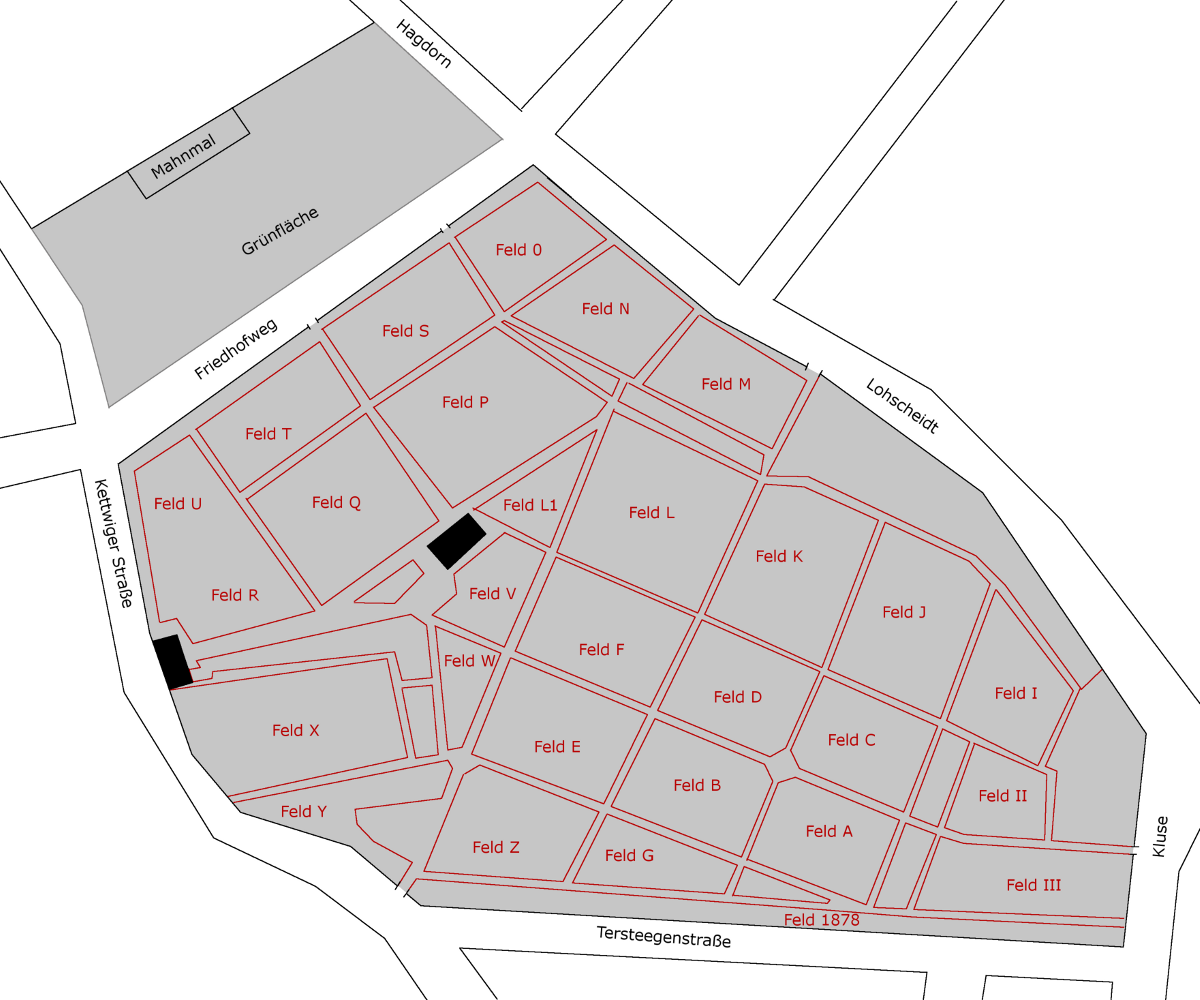
Lageplan

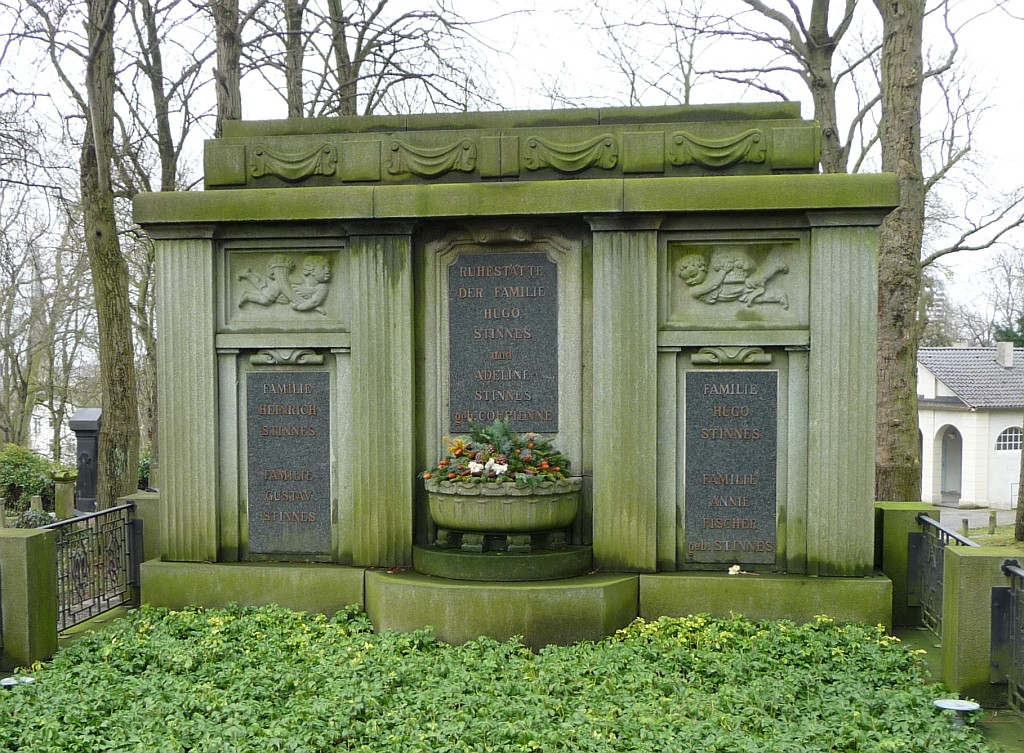
Grabmal von Hugo Stinnes

### Im Nordteil
- Mathias Stinnes
- Johann Caspar Troost
- Mahnmal für die gefallenen beider Weltkriege von Gerhard Marcks

### Im Südteil
- Familie Coupienne
- Gruft Ibing/Gruft Zeppenfeld/Gruft Grillo, Bungert, Siepmann
- Familie Jaenigen
- Familie Klusmann
- Familie Krabb
- Familie Küchen (Eltern von Gerhard Küchen)
- Familie Leonhard (Eltern von Johann Hermann Leonhard)
- Familie Ludwig Lindgens
- Familie Mellinghoff
- Familie Mitsdörffer
- Familie Müller
- Bürgermeister Obertüschen
- Familie Perez/Stinnes/Zerwes
- Eheleute W. Schmitz-Scholl
- Familie Schmitz/Mönkemann
- Familie Hermann Hugo Stinnes und Hugo Stinnes
- Familie Josef Thyssen
- Bürgermeister Von Bock und Polach
- Eheleute Erich von Wedelstädt
- Familie Vorster
- Familie von Eicken
- Bürgermeister Christian Weuste[2]
- Gräber der Opfer von Krieg und Gewaltherrschaft – überwiegend russische Zwangsarbeiter die der Gewaltherrschaft der NSDAP 1933–1945 zum Opfer fielen